# Greg Anderson (Pianist)

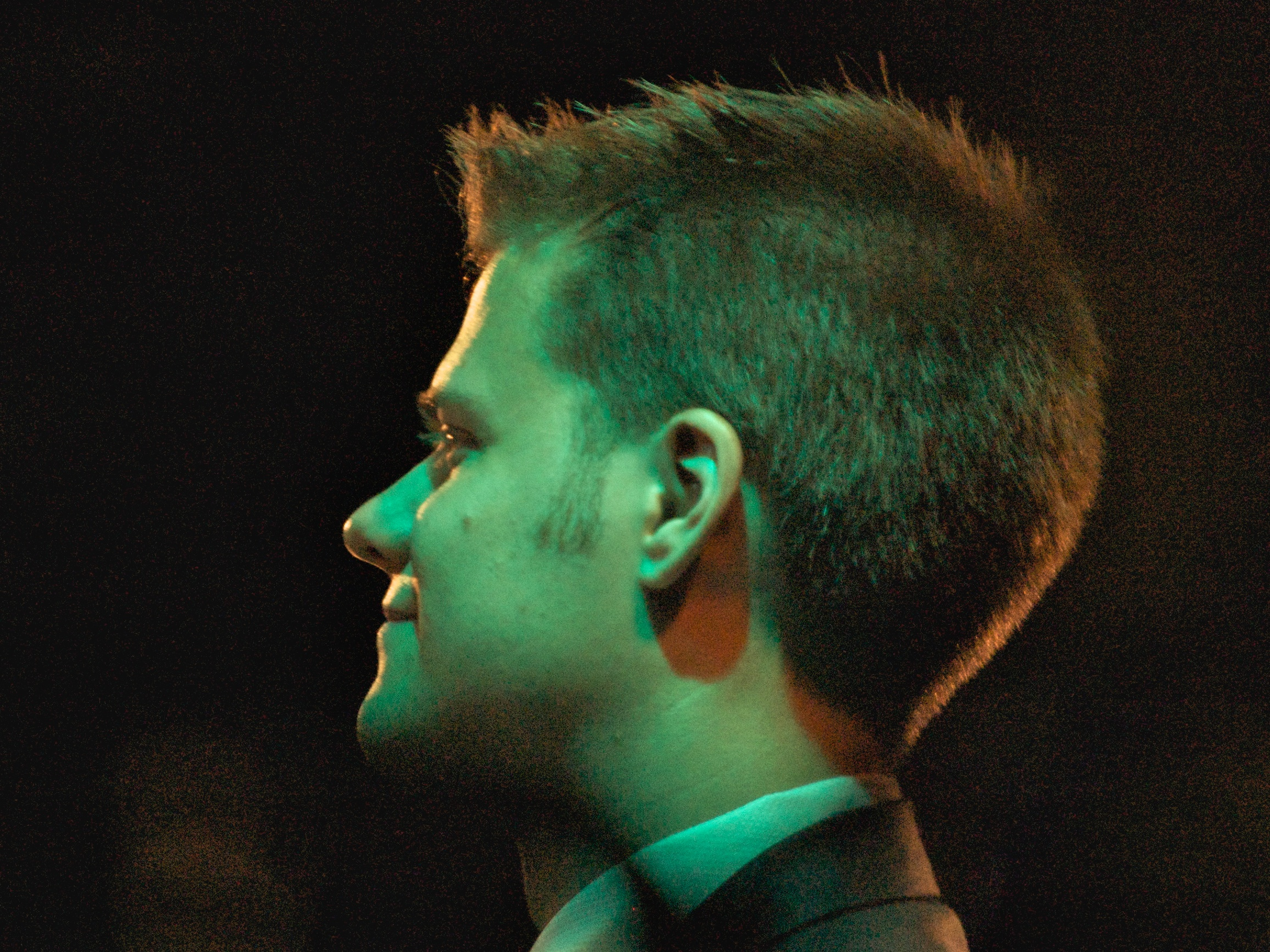
Greg Anderson (2009)

Gregory Neil Anderson (* 28. September 1981 in St. Paul, Minnesota) ist ein amerikanischer Pianist, Komponist, Videoproduzent und Schriftsteller.

## Leben
Anderson erhielt mit sieben Jahren ersten Klavierunterricht und wurde später Schüler von Kim Craig, bei dem er elf Jahre am Saint Paul Conservatory of Music studierte. Während seiner Schulzeit konzertierte er bereits beim Aspen Music Festival und beim Bowdoin Summer Music Festival.
Im Jahre 2000 zog er nach New York City und setzte seine Ausbildung an der Juilliard School fort, wo er bei Julian Martin studierte. Dort lernte er die Pianistin Elizabeth Joy Roe kennen, mit der er das noch heute bestehende Klavierduo Anderson & Roe gründete. 2006 schloss er sein Studium mit dem Master of Music ab. Anschließend erhielt er ein Stipendium und erwarb an der Yale School of Music den Grad eines Doktors der musischen Künste.
Andersons Repertoire umfasst die gesamte klassische und moderne Literatur von Johann Sebastian Bach bis zu Igor Strawinsky und György Ligeti. Zusammen mit seiner Duo-Partnerin tritt er daneben mit virtuos interpretierten Songs von Coldplay und Michael Jackson sowie Astor Piazzollas Libertango auf, die Anderson selbst für zwei Klaviere bearbeitete. Äußerst erfolgreich sind auch ihre diesbezüglichen, originell inszenierten Videos.
Der Künstler lebt in New Haven, Connecticut.

## Werke (Auswahl)
- Blue Danube Fantasy by Jr. Johann Strauss, 2010
- Carmen Fantasy for 2 Pianos, 2011
- Three Waltzes for Two Pianos: A Medley of Waltzes Made Famous in Disney Films, 2013

## Diskographie (Solo)
- 2006: On Wings of Song (Maurice Ravel, Gaspard de la nuit u. a.)
- 2014: Bach & Rachmaninoff (Johann Sebastian Bach, Französische Suite Nr. 5 G-Dur BWV 816 und Sergej Rachmaninow, Klaviersonate Nr. 1 d-Moll op. 28)

## Diskographie (Duo Anderson & Roe)
- 2008: Reimagine (Igor Strawinsky, Le sacre du printemps u. a.)
- 2012: When Words Fade
- 2014: An Amadeus Affair (Werke von Wolfgang Amadeus Mozart, teilweise in Bearbeitungen von Greg Anderson)
- 2015: The Art of Bach (Werke von Johann Sebastian Bach, teilweise in Bearbeitungen von Greg Anderson)